# PDCA-ciklus

A PDCA-ciklus

A PDCA-ciklus egy ismétlődő, négylépéses menedzsment módszer, amelyet a termékek és folyamatok kontrolljára és folyamatos fejlesztésére használnak. Deming-ciklusként vagy Shewhart-ciklusként, valamint kontroll-ciklusként is ismert, illetve használják a PDSA rövidítést is. A PDCA ciklus egy másik verziója az OPDCA, amelyben az “O” a megfigyelést (observation), a jelen helyzet tanulmányozását, vagy „a jelen helyzet megragadását” jelenti. A PDCA-ciklus szorosan kapcsolódik a lean termelés és a Toyota gyártási filozófia irodalmához.
A betűk jelentése az egyes változatokban:
- PDCA: plan – tervezés, do – cselekvés, check – ellenőrzés, act – beavatkozás
- PDSA: plan – tervezés, do – megvalósítás, study – tanulmányozás, act – beavatkozás
- OPDCA: observation – megfigyelés, plan – tervezés, do – cselekvés, check – ellenőrzés, act – beavatkozás

## A lépések
Az ismétlődő PDCA-ciklus lépései a következők:

### Plan
A tervezés az elvárt teljesítmény, valamint az ennek eléréséhez szükséges célkitűzések és folyamatok meghatározása. Az elvárt eredmény meghatározásával a specifikáció teljessége és pontossága is a kitűzött fejlődés részévé válik. A meglévő folyamat kulcsproblémáinak és a kijavítás lehetőségeinek meghatározása. (Amennyiben lehetséges, érdemes kis lépésekkel kezdeni a fejlesztést a lehetséges hatások tesztelése érdekében.)

### Do
A cselekvés a terv végrehajtását, a folyamatok elindítását, a termék elkészítését jelenti. Fontos eleme az adatok összegyűjtése is, amelyek az “ellenőrzés” és “beavatkozás” lépésekben történő elemzési és ábrázolási feladatokhoz szükségesek.

### Check
Az ellenőrzés az aktuális eredmények tanulmányozása (amelyeket a “cselekvés” lépésben mértünk és gyűjtöttünk össze) és összevetése az elvárt eredményekkel (amelyeket a “tervezés” lépésben határoztunk meg). E lépés során a tervezés és a végrehajtás közötti eltéréseket keressük, valamint megvizsgáljuk a tervet abból a szempontból, hogy mennyire megfelelő és teljes a megvalósíthatóság szempontjából. Az összegyűjtött adatok ábrázolásával a folyamat egyszerűbbé tehető, szemléletesen bemutathatóak az ismételt PDCA ciklusok trendjei. Az adatok így információvá alakíthatók, amelyre szükség van a “beavatkozáshoz”.

### Act
Az aktuális és a tervezett eredmények közti jelentős eltérések fennállása esetén korrekciós intézkedéseket kell bevezetni, ez a beavatkozás lépése. A különbségek vizsgálata során meg kell állapítani, hogy elsődlegesen mi okozza ezeket. Ezt követően meg kell határozni, hogy hol szükséges a változtatásokat végrehajtani, amely magában foglalja a folyamat vagy a termék fejlesztését is.
Amennyiben ezen a négy lépés végrehajtása után nem találunk fejleszteni való területet, a PDCA ciklus ismételt alkalmazása tovább finomítható, a lépéseket egy magasabb minőségi színvonalon végezzük el.
Néhány szakértő újabban az “Adjust” vagyis “Igazítás” szót használja a negyedik lépésre[forrás?]. A módszer alkalmazói számára ugyanis ez jobban érthetővé teszi, hogy a negyedik lépés a jelenlegi és az elvárt helyzet közötti különbségek igazításáról/korrekciójáról szól, nem pedig a tervek megvalósításáról (amely a második lépésben történik).

## Története
A PDCA-t Dr W. Edwards Deming tette népszerűvé a világon, habár Ő mindig “Shewhart ciklus”-ként utalt rá. Későbbi munkássága során a PDCA-t PDSA-ra módosította, mert úgy gondolta az “ellenőrzés” szó túlhangsúlyozza a megfigyelést az elemzéssel szemben.
A PDCA koncepciója Francis Bacon 1620-as munkáján (Novum Organum) alapszik, amelynek lépései a “hipotézis” – “kísérlet” – “értékelés”, vagy tervezés, megvalósítás, ellenőrzés. Shewhart a statisztikailag ellenőrzött gyártást a specifikációból, termelésből és megfigyelésből álló három lépéses folyamatként határozta meg, és hozzákapcsolta ezt a hipotézis – kísérlet – értékelés módszeréhez. Deming szerint az 1950-es évek elején Japánban tartott előadásai során a japán résztvevők véglegesítették a lépéseket a mai tervezésre, megvalósításra, ellenőrzésre és intézkedésre. Demming előnyösebbnek tartotta a PDSA-t, mivel a study – tanulmányozás szó angol jelentései közelebb állnak Shewhart szándékához, mint a  check– ellenőrzés.
A módszer egyik legfontosabb alapelve az ismétlődés – amennyiben egy hipotézis igazolásra, vagy elutasításra kerül, a ciklus ismételt elindításával további új ismeretekhez juthatunk.
Deming mindig hangsúlyozta a PDCA lépések spirálszerű ismétlésének fontosságát, amelynek lényege, hogy a rendszer mindig tovább javítható, az ismétlések során pedig mindig magasabb minőségi szinten végezzük el a lépéseket. Ennek a megközelítésnek az alapja, hogy a tudásunk és képességeink limitáltak, de fejleszthetőek. Különösen igaz ez egy projekt kezdetekor, amikor lehetséges, hogy kulcsinformációk még nem állnak rendelkezésre, a PDCA alkalmazása visszajelzéseket, igazolásokat adhat a fennálló hipotézisekkel kapcsolatban. Ezzel a magasabb szintű tudással már finomíthatóak, átalakíthatóak a célok (az elvárt, ideális állapot). A PDCA minden esetben közelebb visz a kitűzött célok eléréséhez.
A PDCA és a tudományos problémamegoldás a kritikus gondolkodás fejlesztését is segíti. A Toyota és más lean vállalatok szerint az a munkaerő, amelynek gondolkodásában kiemelt szerepet kap a problémamegoldás és a PDCA, inkább képesek az innovációra, és a versenytársak előtt tudnak maradni. A PDCA a kaizennel is szoros kapcsolatban áll.

## Ajánlott irodalom
- Demeter Krisztina, Gelei Andrea, Jenei István, Nagy Judit: Tevékenységmenedzsment. Aula Kiadó, Budapest 2008. ISBN 9789639698413
- Shewhart, Walter Andrew (1939). Statistical Method from the Viewpoint of Quality Control. New York: Dover. ISBN 0-486-65232-7
- Deming, W. Edwards (1986). Out of the Crisis. MIT Center for Advanced Engineering Study. ISBN 0-911379-01-0
- James P. Womack-Daniel T. Jones: Lean szemlélet. HVG könyvek, Budapest. ISBN 978-963-9686-83-0